# Aeroportul Internațional Ben Gurion

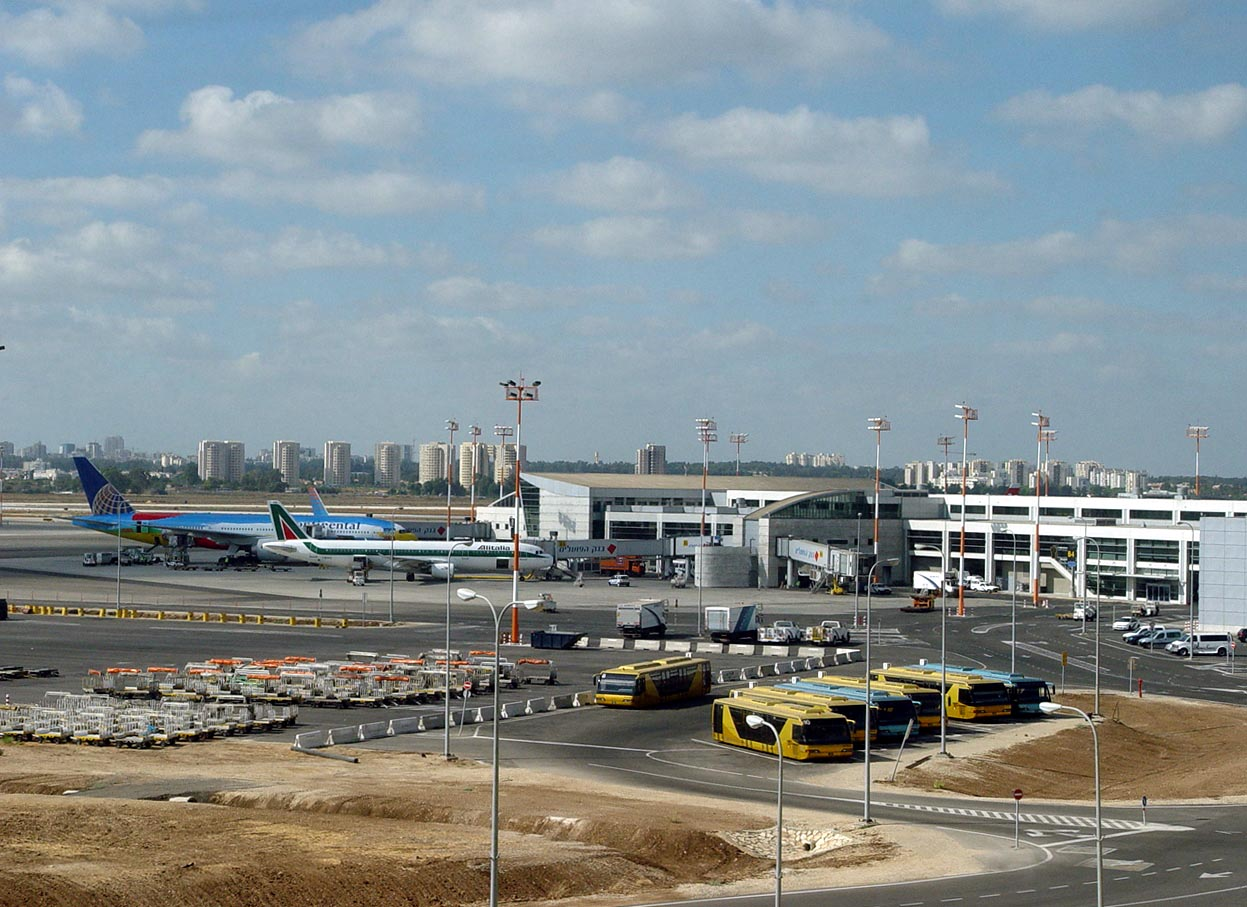

Aeroportul internațional Ben Gurion  (Ben Gurion International Airport - נְמַל הַתְּעוּפָה בֵּן גּוּרְיוֹן) este un Aeroport internațional în Tel Aviv, Israel. Acest aeroport este principalul aeroport internațional în Israel și cel mai mare aeroport din Israel.